# قاموس أكسفورد الإنجليزي الجديد
قاموس أكسفورد الإنجليزي الجديد (بالإنجليزية: The New Oxford American Dictionary)‏، هي قاموس اللغة الإنجليزية بالنسخة الأمريكية، حيث تحتوي هذا الكتاب على 200 مليون كلمة، ولها 2112 صفحة، وهي من دار نشر لجامعة أكسفورد البريطانية.